# Спиридоновка (Симферопольский район)
Спиридо́новка (укр. Спиридонівка, крымскотат. Spiridonovka, Спиридоновка) — упразднённое село в Симферопольском районе Крыма, включённое в состав Мазанки, сейчас район в южной части села.

## История
Существует версия, что название села Спиридоновка пошло от имени первого поселенца — Спиридона Еремеева. Впервые в доступных источниках Спиридоновка встречается на карте южного Крыма 1936 года на территории Зуйского района.
В 1944 году, после освобождения Крыма от фашистов, 12 августа 1944 года было принято постановление № ГОКО-6372с «О переселении колхозников в районы Крыма» и в сентябре 1944 года в район приехали первые новоселы (212 семей) из Ростовской, Киевской и Тамбовской областей, а в начале 1950-х годов последовала вторая волна переселенцев из различных областей Украины. С 25 июня 1946 года Мазанка в составе Крымской области РСФСР, а 26 апреля 1954 года Крымская область была передана из состава РСФСР в состав УССР. Решением Крымоблисполкома от 24 сентября 1959 года ликвидирован Зуйский район и Спиридоновка, в составе Мазанского сельсовета, передана в состав Симферопольского района. В период с 1968 года по 1977 год Спиридоновку включили в состав Мазанки.